# Cátedra de San Pedro

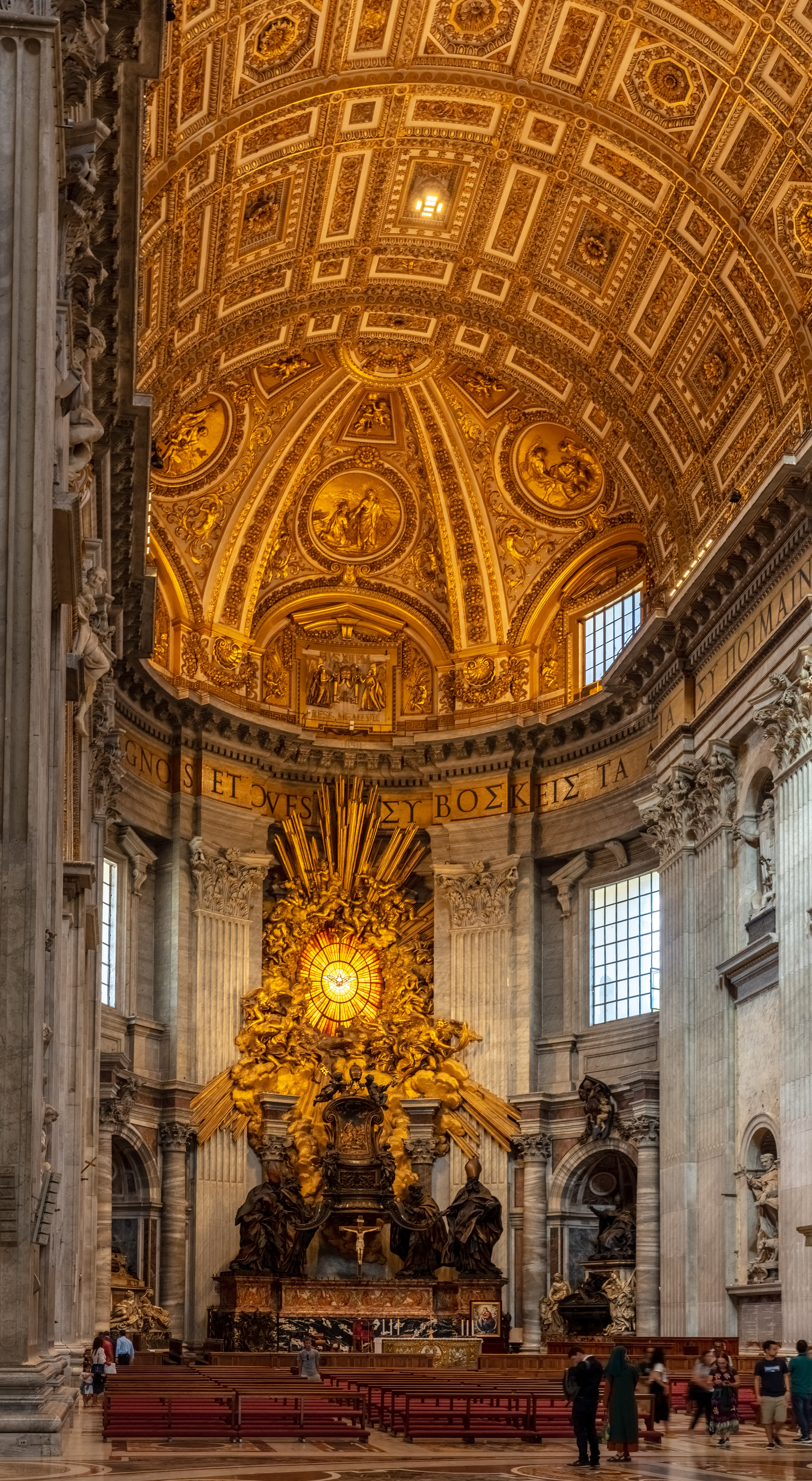
Vista general.

La Cátedra de San Pedro (en latín: Cathedra Petri) es el término que se aplica a un trono de madera que se conserva bajo el baldaquino de la basílica de San Pedro, en Ciudad del Vaticano; es también el título de una fiesta litúrgica que recuerda el ministerio petrino; y, por último con ese mismo término se hace referencia a ese mismo ministerio, especialmente en cuanto al magisterio papal.. 
Una leyenda medieval identifica este trono con la cátedra de obispo utilizada San Pedro como primer obispo de Roma y papa. La cátedra que actualmente se conserva fue donada por Carlos el Calvo al papa Juan VIII en el siglo IX, con motivo de su viaje a Roma para su coronación como emperador romano de Occidente. Este trono se conserva como una reliquia en la Basílica de San Pedro de Ciudad del Vaticano, en una magnífica composición barroca, obra de Gian Lorenzo Bernini construida entre 1656 y 1666. 
La Iglesia católica celebra la fiesta litúrgica de la cátedra de San Pedro el 22 de febrero.

## Descripción de la cátedra

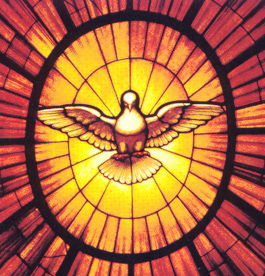
El Espíritu Santo, representado como una paloma, en la vidriera sobre el trono.

La obra de Bernini se encuentra en el presbiterio de la Basílica de San Pedro, enmarcada por pilastras. En el centro se sitúa el trono de bronce dorado, en cuyo interior se encuentra la silla de madera y que se decora con un relieve representando la «traditio clavum» o «entrega de llaves».
El trono se apoya sobre cuatro grandes estatuas, también en bronce, que representan a cuatro Padres de la Iglesia, en primer plano San Agustín y San Ambrosio, para la Iglesia latina, y San Atanasio y San Juan Crisóstomo, para la Iglesia oriental. 
Por encima del trono aparece un sol de alabastro decorado con estuco dorado rodeado de ángeles que enmarca una vidriera en la que está representada una paloma de 162 cm de envergadura, símbolo del Espíritu Santo. Es la única vidriera coloreada de toda la Basílica de San Pedro.

## Doctrina de la Cátedra de San Pedro

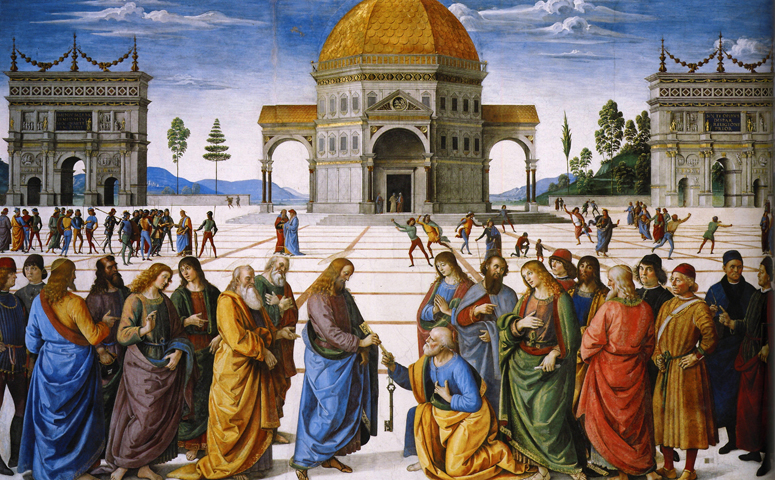
Cristo entrega las llaves a San Pedro.

La Cátedra de San Pedro es también símbolo de la doctrina católica sobre la sucesión y la autoridad del episcopado, fundamentada en el mandato de Cristo a San Pedro y a sus sucesores romanos.

## Fiesta de la Cátedra de San Pedro
El Calendario romano general, el calendario líturgico que rige el rito romano de la Iglesia católica, celebra la fiesta de la Cátedra de San Pedro el 22 de febrero. Hasta la reforma del calendario litúrgico realizado de acuerdo con lo establecido en el Concilio Vaticano II, el 18 de enero se celebraba la cátedra de San Pedro en Roma, y el 22 de febrero la cátedra de San Pedro en Antioquia, en que se recordaba aquella época en que Pedro presidía la Iglesia desde Antioquía, el lugar donde se comenzó a llamar cristianos a los seguidores de Cristo.
El 22 de febrero es la fecha que se apoya en la tradición recogida en la Depositio martyrum; y en esa fecha comenzó a celebrarse la fiesta de la cátedra de San Pedro en Roma, pero posteriormente en la Galia se anticipó al 18 de enero, para evitar que cayese en Cuaresma. De este modo la fiesta de la cátedra se desdoblo en dos, manteniendo la del 22 de febrero, dedicándola a su cátedra en Antioquía, y reservando la del 18 de enero para su cátedra en Roma.